# Schlacht bei Gumbinnen
1914

Ostpreußische Operation (Stallupönen, Gumbinnen, Tannenberg, Masurische Seen) – Galizien (Kraśnik, Komarów, Gnila Lipa, Lemberg,
Rawa Ruska) – Przemyśl – Weichsel – Krakau – Łódź – Limanowa–Lapanow – Karpaten
1915

Humin – Masuren – Zwinin – Przasnysz – Gorlice-Tarnów – Bug-Offensive – Narew-Offensive – Großer Rückzug – Nowogeorgiewsk – Rowno – Swenziany-Offensive
1916

Naratsch-See – Brussilow-Offensive – Baranowitschi-Offensive
1917

Aa – Kerenski-Offensive (Zborów) – Tarnopol-Offensive – Riga – Unternehmen Albion
1918

Operation Faustschlag – Krim
Die Schlacht bei Gumbinnen fand während des Ersten Weltkriegs vom 19. bis 20. August 1914 statt und war der erste Angriff russischer Truppen auf Deutschland. Folge war die kurzzeitige Besetzung von zwei Dritteln Ostpreußens, die erst mit der Schlacht bei Tannenberg (26.–30. August 1914) und der Schlacht an den Masurischen Seen (6.–14. September 1914) beendet wurde. Ostpreußen war – neben dem Oberelsass, Lothringen und den Kolonien – eines der wenigen Gebiete des Deutschen Kaiserreichs, die von direkten Kampfhandlungen betroffen waren.

## Ausgangslage

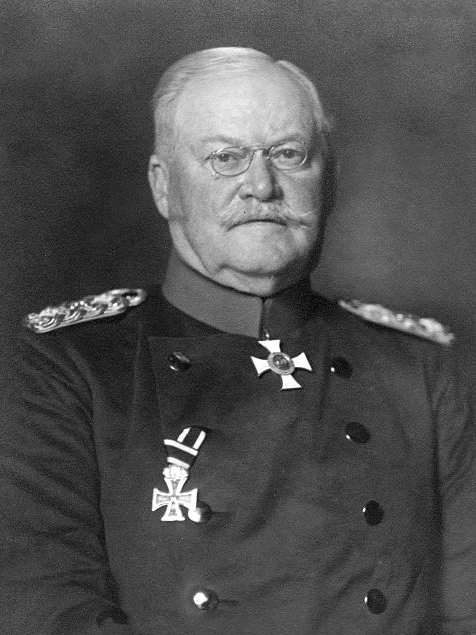
Maximilian von Prittwitz und Gaffron, Generaloberst und Oberbefehlshaber der 8. Armee

Gemäß dem Schlieffen-Plan hatte das Deutsche Reich bei Kriegsausbruch die Masse seiner Landstreitkräfte im Westen konzentriert, um mit einem schnellen Sieg über Frankreich einem Eingreifen Russlands zuvorzukommen und so einen Zweifrontenkrieg zu vermeiden. Lediglich die 8. Armee unter Generaloberst Maximilian von Prittwitz und Gaffron war im Osten des Reiches aufgestellt.
Zar Nikolaus II. ordnete am 30. Juli 1914 die russische Mobilmachung an. Obwohl diese Mitte August noch nicht abgeschlossen war (die deutsche Militärführung hatte mit einer Dauer von sechs bis acht Wochen gerechnet), drängten Frankreich und Großbritannien auf ein schnelles Eingreifen, um die Front im Westen zu entlasten und das Deutsche Reich seinerseits in Bedrängnis zu bringen. Zu diesem Zweck wurden schließlich die 1. russische Armee (Njemen-Armee) unter Paul von Rennenkampff und die 2. russische Armee (Narew-Armee) unter Samsonow in Marsch gesetzt.

## Beteiligte Streitkräfte

### Russische Streitkräfte
XX. Korps (General Wladimir Wassiljewitsch Smirnow)
- 28. Infanterie-Division (Nikolai Alexejewitsch Lashkewitsch)
- 29. Infanterie-Division (Anatoli Nikolajewitsch Rosenschild von Paulin)

III. Korps (Nikolai Alexejewitsch Jepantschin)
- 25. Infanterie-Division (Pavel Iljitsch Bulgakow)
- 27. Infanterie-Division (Michail Michailowitsch Adaridow)

IV. Korps (General Sultan Eris Giray Alijew)
- 30. Infanterie-Division (Eduard Arkadjewitsch Koljankowski)
- 40 Infanterie-Division (Nikolai Nikolajewitsch Korotkjewitsch)

I. Kavalleriekorps Nachitschwanski (nicht im Kampf)
- 1. Garde Kavallerie-Division (Nikolai Nikolajewitsch Kasnakow)
- 2. Garde Kavallerie-Division (Georgi Ottowitsch Rauch)
- 2. Kavallerie-Division (Hussein Khan Nachitschwanski)

### Gegnerische Truppenstärken
Wladimir Letjagin gibt für den 7. August 1914 nach julianischem Datum = 20. August im gregorianischen Kalender folgende Truppenstärken an:
| Teilnehmer | Infanterie | Kavallerie | Artillerie                       | Maschinengewehre |
| ---------- | ---------- | ---------- | -------------------------------- | ---------------- |
| Russen     | 63.800     | 9.152      | 380 (ohne schwere Artillerie)    | 252              |
| Deutsche   | 74.400     | 9.780      | 408 (davon 44 schwere Geschütze) | 224              |

## Verlauf

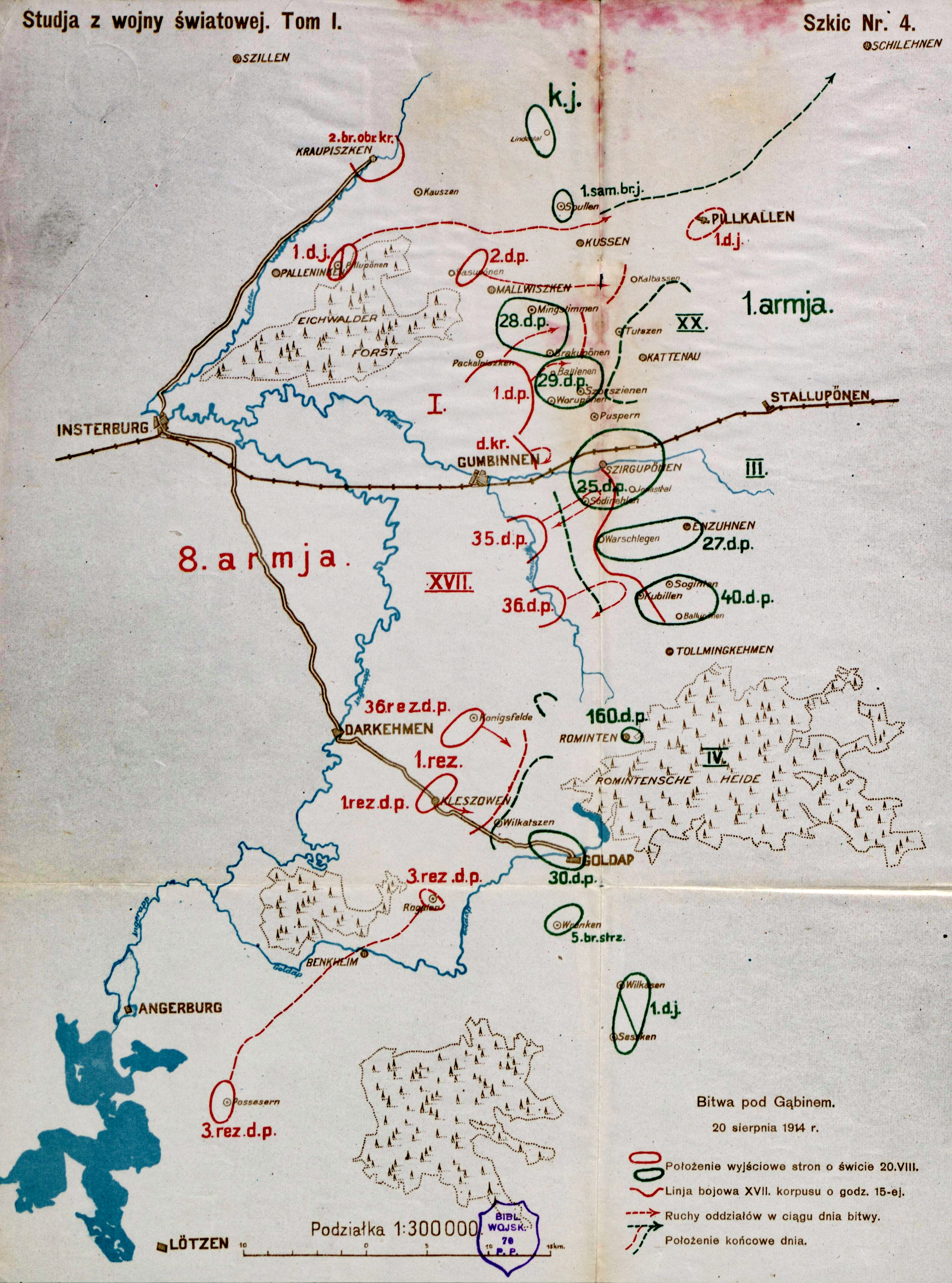
Schlacht bei Gumbinnen 1914

### Russischer Angriff
Mitte August begann der Angriff der russischen Truppen mit dem Ziel, die deutsche 8. Armee zu umfassen und zu vernichten. Die 1. russische Armee drang bereits am 17. August 1914 auf einer Breite von 40 km zwischen Wischtynjez und Schirwindt (nördlich der Rominter Heide) in Ostpreußen ein. Hier kam es noch am selben Tag zum Gefecht bei Stallupönen mit dem I. Armee-Korps unter General Hermann von François. Maximilian von Prittwitz formierte seine Armee nördlich der Masurischen Seen entlang der Angerapp. Hier wollte er die russischen Verbände anlaufen lassen und sie dann von beiden Seiten umfassen. Lediglich das XX. Armee-Korps unter General Friedrich von Scholtz sollte die südliche Grenze Ostpreußens sichern.
Am 19. August griffen die Russen aus dem Raum südlich und östlich von Goldap an mehreren Stellen in Richtung auf Darkehmen an, konnten jedoch abgewehrt werden. Russische Kavallerie rückte gleichzeitig gegen Kraupischken und Schillehnen heran. Das russische XX. Armeekorps stieß mit der 29. Division westlich von Kattenau auf deutsche Truppen.

### Deutscher Gegenangriff
Am 20. August erfolgte der Gegenangriff der deutschen 8. Armee. Die nördliche Flanke deckte die 1. Kavallerie-Division unter Generalleutnant Brecht. Auf dem Nordflügel war der Angriff des I. Armee-Korps unter General von François erfolgreich. Die 2. Division (Generalleutnant von Falk) griff rechts der bereits im Artilleriekampf stehenden 1. Division (Generalleutnant von Conta) in die Schlacht ein und nahm im ersten Anlauf Mallwischken ein. Der rechte Flügel der russischen 1. Armee (XX. Korps und Teile des III.) wurde zurückgedrängt. Ein überraschend angesetzter Gegenstoß der russischen 29. Division drängte die deutschen Truppen bei Niebudszen zurück, auch der linke Flügel der deutschen 2. Division wurde bei Radszen gestoppt. Ein unterstützendes Eingreifen durch das nahe stehende Kavalleriekorps unter General Nachitschewanski unterblieb aus unerklärten Gründen.
Die Hauptreserve der Festung Königsberg (Generalleutnant Brodrück) lag südlich der 1. Division in Stellungen von der Rominte westlich Augstupönen bis Springen.
Im Mittelabschnitt wurde das zwischen Girnen und Plicken vorgehende deutsche XVII. Armee-Korps unter August von Mackensen nach anfänglichem Erfolg jedoch in die Ausgangsstellung zwischen Walterkehmen-Perkallen zurückgeworfen. Die 35. Division (General von Henning) musste in den Raum nordöstlich von Walterkehmen und die 36. Division (General von Heineccius) sammelte sich erneut bei Perkallen hinter der Rominte. Das Korps Mackensen erlitt schwere Verluste; allein an Infanterie verlor es 8.000 Mann, weitere 1.000 gerieten in Kriegsgefangenschaft.
Im Südabschnitt bei Kleszowen beim I. Reserve-Korps (General von Below) und der bei Benkheim stehenden 3. Reserve-Division kam es nur zu kleineren Gefechten mit Truppen des russischen IV. Korps. Beide Seiten formierten sich für den nächsten Tag.

### Rückzug der deutschen Truppen

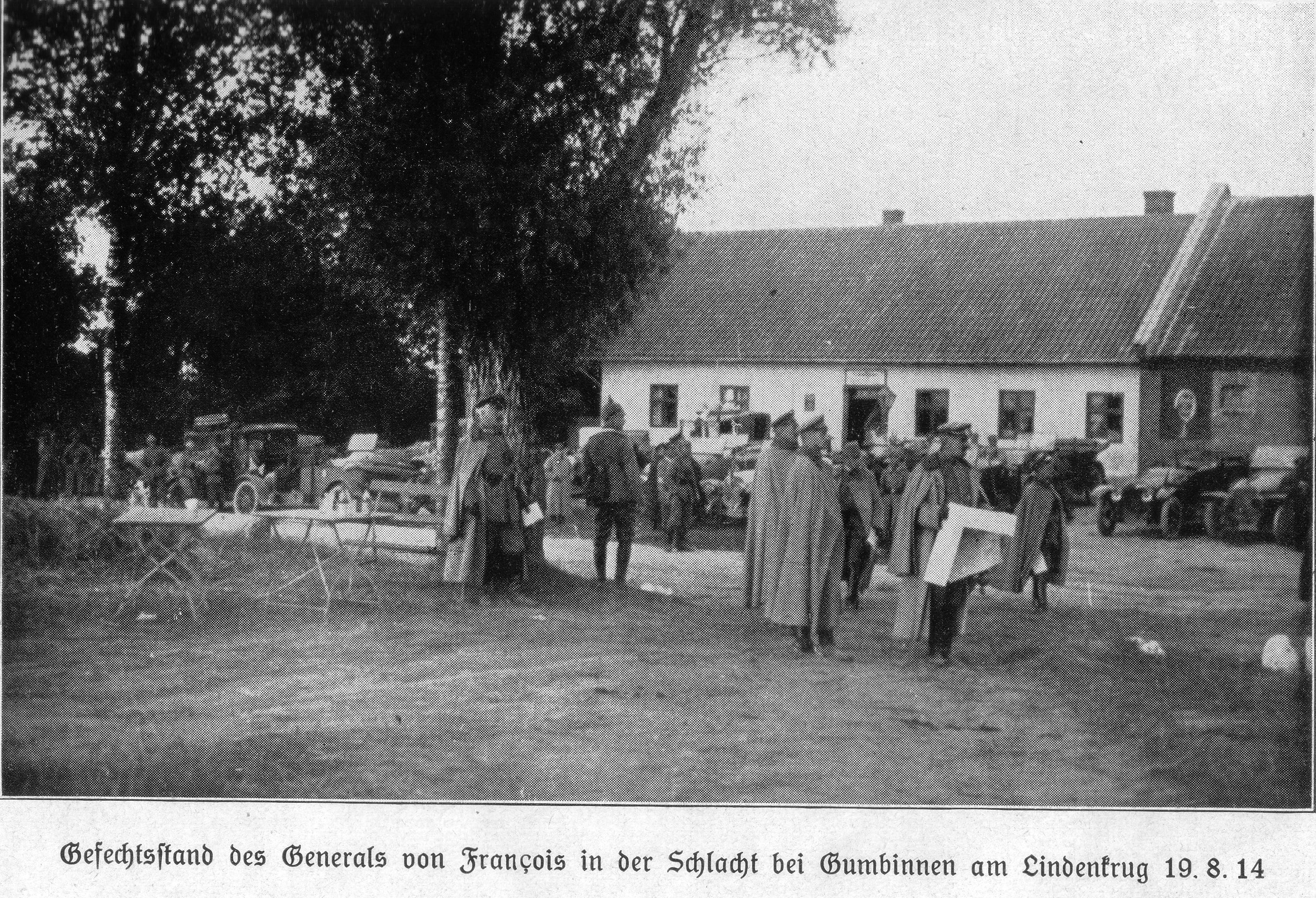
François’ Gefechtsstand

Als Meldungen eintrafen, dass die russische 2. Armee (Samsonow) die Südgrenze westlich der Masurischen Seen überschritten hatte, ließ Prittwitz die Schlacht abbrechen und befahl den Rückzug hinter die Weichsel.
Er sah sich in einer prekären Lage, da von der Obersten Heeresleitung – unter Generaloberst Moltke – die Anweisung bestand, den Verlust seiner Armee nicht zu riskieren, notfalls Ostpreußen aufzugeben und hinter die Weichsel zurückzugehen. Deshalb entzog er sich der Gefahr der Umklammerung oder eines Angriffs in seinen Rücken durch Samsonow.
Im Armeestab waren vor allem Generalmajor Paul Grünert als Generalquartiermeister und Oberstleutnant Max Hoffmann als Erster Generalstabsoffizier jedoch der Ansicht, dass am nächsten Tag durchaus Aussicht auf Erfolg bestünde. Prittwitz würde bei einem Rückzug die Chance verpassen, die russische 1. Armee zu schlagen und dann die heranrückende 2. Armee anzugreifen. Diese wäre aus der Marschbewegung heraus nicht sofort kampfbereit. Generaloberst von Prittwitz und sein Chef des Stabes, Generalmajor Georg von Waldersee, blieben jedoch bei ihrem Entschluss.
Die Schlacht bei Gumbinnen endete unentschieden; die Russen zogen sich aber nicht zurück. Von der Etappeninspektion der Armee wurde der unbedachte und verhängnisvolle Befehl gegeben, alle Erntevorräte und alles Vieh hinter die Weichsel zu schaffen. Die Folge war ein „endloser Strom von Flüchtlingen mit Wagen und Viehherden in Staub und Hitze, ein Zug von Hunderttausenden, wie ihn Europa seit Jahrhunderten kaum erlebt hatte.“

## Ablösung des Generals Prittwitz
Im Großen Hauptquartier war man ebenfalls der Ansicht, dass dieser Rückzug übereilt befohlen wurde. Selbst die Weichsellinie halten zu können, bezweifelte Prittwitz bei einem Telefonat mit Moltke. Dieser bekam nach und nach den Eindruck, Prittwitz sei der Situation nicht mehr gewachsen, und empfahl dem Kaiser, die Armeeführung ablösen zu lassen.
Der Kaiser folgte dieser Empfehlung. Am 22. August 1914 wurden Prittwitz und Waldersee von ihren Pflichten entbunden. Der neue Armeechef wurde General der Infanterie Paul von Hindenburg; als Chef des Stabes wurde ihm Generalmajor Erich Ludendorff zugeteilt. Hindenburg befand sich zu diesem Zeitpunkt bereits seit drei Jahren im Ruhestand und wurde reaktiviert. Nach dem Mobilmachungsplan war Ludendorff an der Westfront Generalquartiermeister der 2. Armee.
Aus dieser Rückzugsbewegung heraus entwickelte sich dann mit der neuen Armeeführung die Schlacht bei Tannenberg.